# Jour de l'équinoxe d'automne
Le Jour de l'équinoxe d'automne (秋分の日, Shūbun no hi) est un jour férié au Japon qui tombe habituellement le 22 ou le 23 septembre. En raison de la nécessité de procéder à de fraiches mesures astronomiques, la date de la fête n'est pas déclarée officiellement avant février de l'année précédente. Le Jour de l’équinoxe d'automne est devenu un jour férié en 1948. 

Jusqu'en 1947, c'était la date de 秋季皇霊祭 (Shūki kōreisai), un évènement lié au shintoïsme. Comme les autres jours fériés, cette fête a été réinventée comme congé non-religieux à cause du principe de la séparation de la religion et de l'État écrit dans la Constitution du Japon de l'après-guerre.